# سدیم تلوریت
سدیم تلوریت (به انگلیسی: Sodium tellurite) با فرمول شیمیایی Na۲TeO۳ یک ترکیب شیمیایی با شناسه پاب‌کم ۲۴۹۳۵ است. که جرم مولی آن ۲۲۱٫۵۷۷۷۴ g/mol می‌باشد. شکل ظاهری این ترکیب، پودر بلورین سفید است.